# Новый Покровск (Хойникский район)
Новый Покровск (бел. Новы Пакроўск) — упразднённая деревня в Хойникском районе Гомельской области Беларуси. В составе Судковского сельсовета.

## География
В 27 км на запад от районного центра Хойники и железнодорожной станции в этом городе, расположенной на ветке Василевичи — Хойники отходящей от линии Брест — Гомель, в 130 км от Гомеля.
Находится на территории Полесского радиационно-экологического заповедника.
Ближайшие населённые пункты Кожушки, Ломачи, Тульговичи и др.

## Транспортная система
Транспортная связь по просёлочной, а затем по автодороге Ломачи — Хойники.
В деревне нет жилых домов (2004 год). Планировка состоит из короткой улицы, с ориентацией с юго-востока на северо-запад. На севере полукольцевая застройка. Дома стоят редко, деревянные, усадебного типа.

## Экология и природа
В связи с радиационным загрязнением после Чернобыльской катастрофы жители (29 семей) переселены в места, не загрязнённые радиацией.

## История

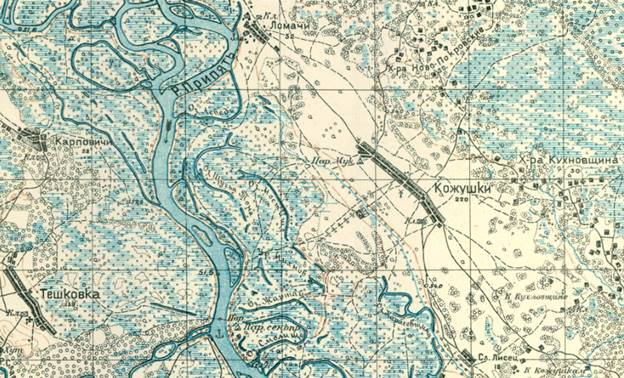
Карта, изданная в 1924—1926 годах.

Деревня основана в начале XX века переселенцами с соседних деревень. Самая активная застройка велась в 1920-е годы. В 1930 году в деревне работала кузница, организован колхоз имени Р. Л. Петровского.
В составе Кожушковского сельсовета Юровичского района, с 1931 года Хойникского района Речицкого, с 1927 года Мозырского (до 26 июля 1930 года и с 21 июня 1935 до 20 февраля 1938 года) округов, с 20 февраля 1938 года Полесской, с 8 января 1954 года Гомельской областей. С 8 января 1987 года в составе Тульговичского сельсовета.
Накануне Великой Отечественной войны в деревне было 35 домов, проживало 122 человек.
Во время Великой Отечественной войны на фронтах погибли 15 жителей деревни. В мае 1943 года немецко-фашистские захватчики сожгли деревню, разрушено 35 домов.
В 1959 году деревня находилась в составе колхоза имени «XXII съезда КПСС» с центром в деревне Кожушки.
До 31 декабря 2009 года в Дворищанском сельсовете, затем переименован в Судковский.

## Население

### Численность
- 1980-е — жители деревни (29 семей) переселены.

### Динамика
- 1940 год — 35 домов, 122 жителей[4]
- 1959 год — 176 жителей (согласно переписи).
- 1980-е — жители деревни (29 семей) переселены.